# Allium fanjingshanense
Allium fanjingshanense är en amaryllisväxtart som beskrevs av C.D.Yang och G.Q.Gou. Allium fanjingshanense ingår i släktet lökar, och familjen amaryllisväxter. Inga underarter finns listade i Catalogue of Life.